# Steve Javie
Steve Javie (Filadelfia, 17 gennaio 1955) è un arbitro di pallacanestro statunitense.

## Biografia
È stato in attività in NBA dalla stagione 1986-87 alla stagione 2010-11. Ha arbitrato 1 514 partite di regular season, 243 match di playoff e 23 finali NBA (per un totale di 1 780 partite). Era riconosciuto come uno dei migliori e più apprezzati arbitri della lega, per la sua capacità di gestione del gioco e per la rapidità nel valutare i falli tecnici.
Dal 1978 al 1981 è stato arbitro nella Florida State League e ha arbitrato nella Continental Basketball Association (CBA) dal 1981 al 1986.
Javie ha annunciato il suo ritiro prima dell'inizio della stagione 2011-12. Nella vita privata, è diacono nella Chiesa cattolica.